# Арочно-гравитационная плотина

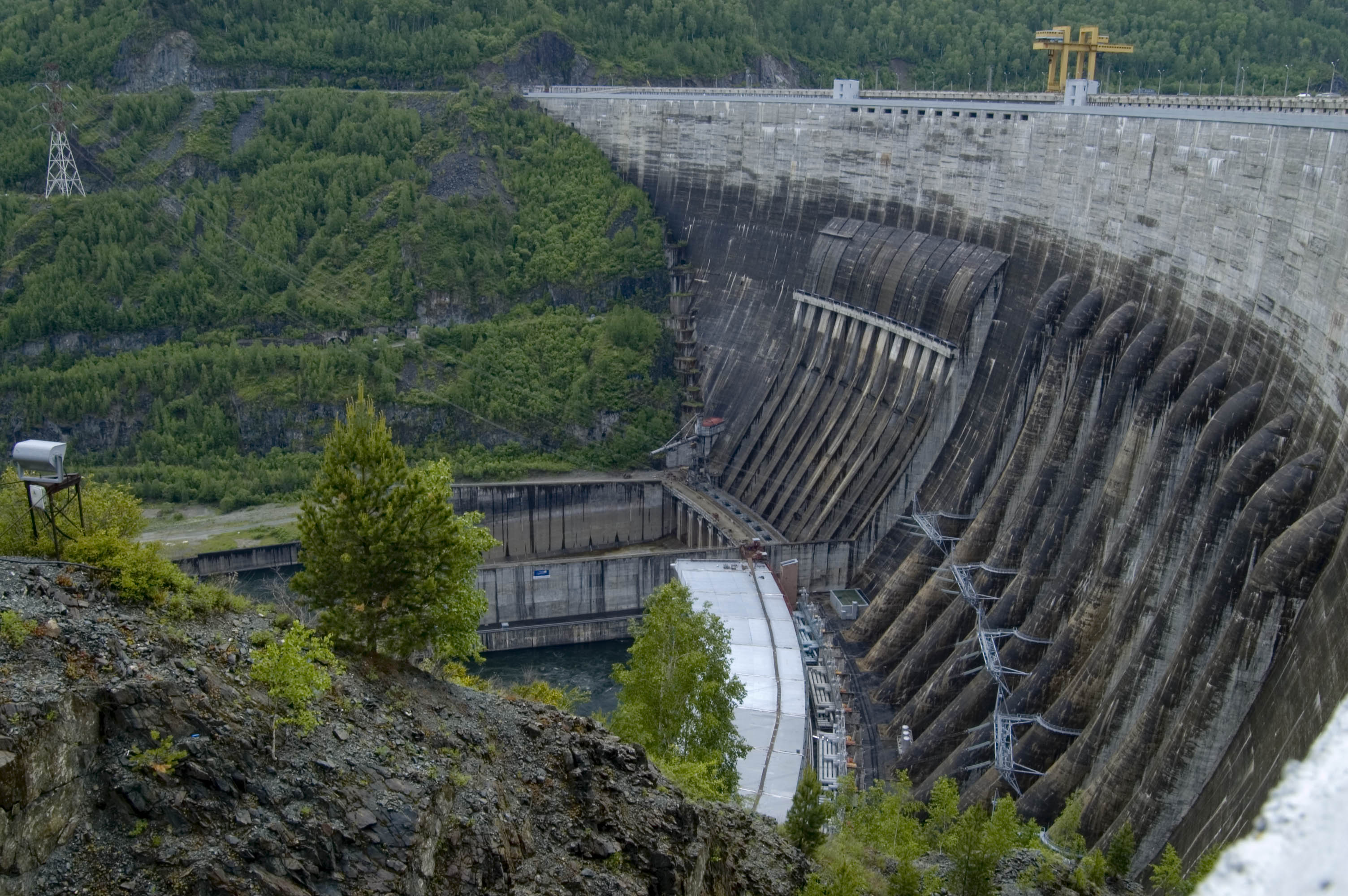
Плотина Саяно-Шушенской ГЭС.

Арочно-гравитационная плотина — разновидность выполненных из бетона, железобетона или каменной кладки плотин, которая одновременно сочетает в себе черты гравитационных и арочных плотин, таким образом, являясь переходным типом.

## Общие характеристики
Для обеспечения устойчивости гидротехнических сооружений данного вида одновременно используются вес сооружения и арочная геометрия конструкции, распределяющая нагрузку на несущие стены, вследствие чего плотины такого типа обладают бо́льшей надёжностью по сравнению с арочными плотинами. Как правило, арочно-гравитационные плотины возводят в местах с каньонообразным рельефом, где в качестве несущих стен служат окружающие скалы.
Обычно толщина таких плотин достигает в основании сотен метров, постепенно снижаясь к гребню до 10-30 метров. Использование арочной формы с упором в берега позволяет снизить общую массу конструкции и стоимость строительства по сравнению с чисто гравитационными плотинами. По этой причине, наряду с арочными, арочно-гравитационные плотины чаще всего применяются в гидротехнических сооружениях высотой более 100 м.

## Наиболее известные примеры
Арочно-гравитационную конструкцию имеет плотина Гувера (США), построенная в 30-х годах XX-го века. Саяно-Шушенская ГЭС имеет арочно-гравитационную плотину высотой 242 метров, максимальной шириной у основания 105.7 метров и длиной по гребню 1074.4 метров. При высоких уровнях воды напор со стороны Саяно-Шушенского водохранилища достигает 18 млн. тонн.

## Вариации дизайна
Кроме классической конструкции этого вида плотин существуют вариации плотин других видов, которые не являются арочно-гравитационными, но в той или иной степени используют арочные элементы или принцип арки, например:
- контрфорсная плотина ГЭС Маникуаган-5[англ.] в Канаде использует контрфорсные арочные вертикальные вставки для укрепления конструкции тела дамбы;[3]
- каменно-набросная плотина с асфальтобетонной диафрагмой Богучанской ГЭС имеет изогнутую форму, что частично распределяет нагрузку по арочному принципу.

## Катастрофы
- В 1923 году в Италии обрушилась плотина Глено через 40 дней после заполнения водохранилища, убив свыше 300 человек.